# Brandtaucher

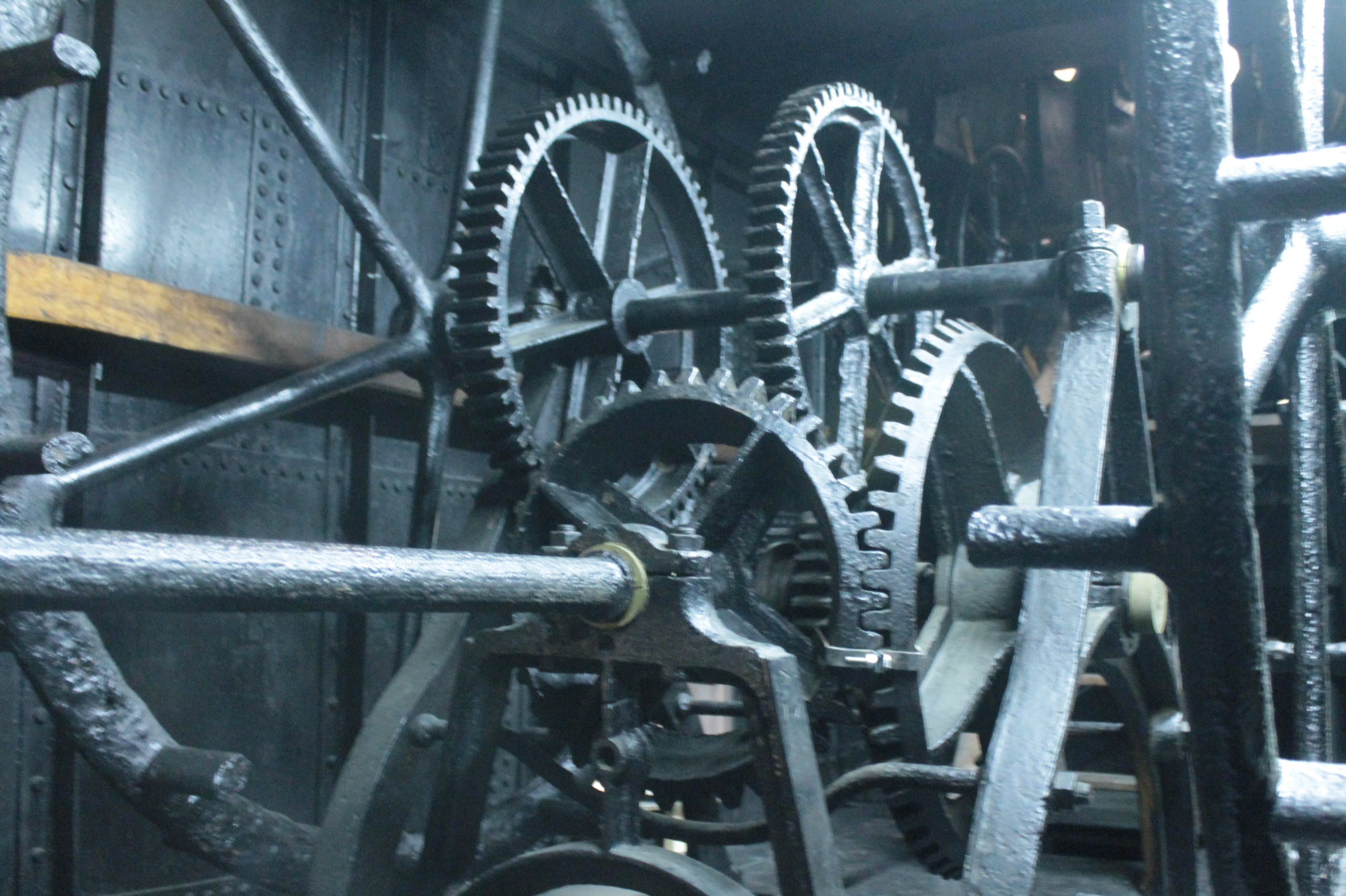
在德勒斯登聯邦國防軍軍事史博物館的Brandtaucher的內部機構

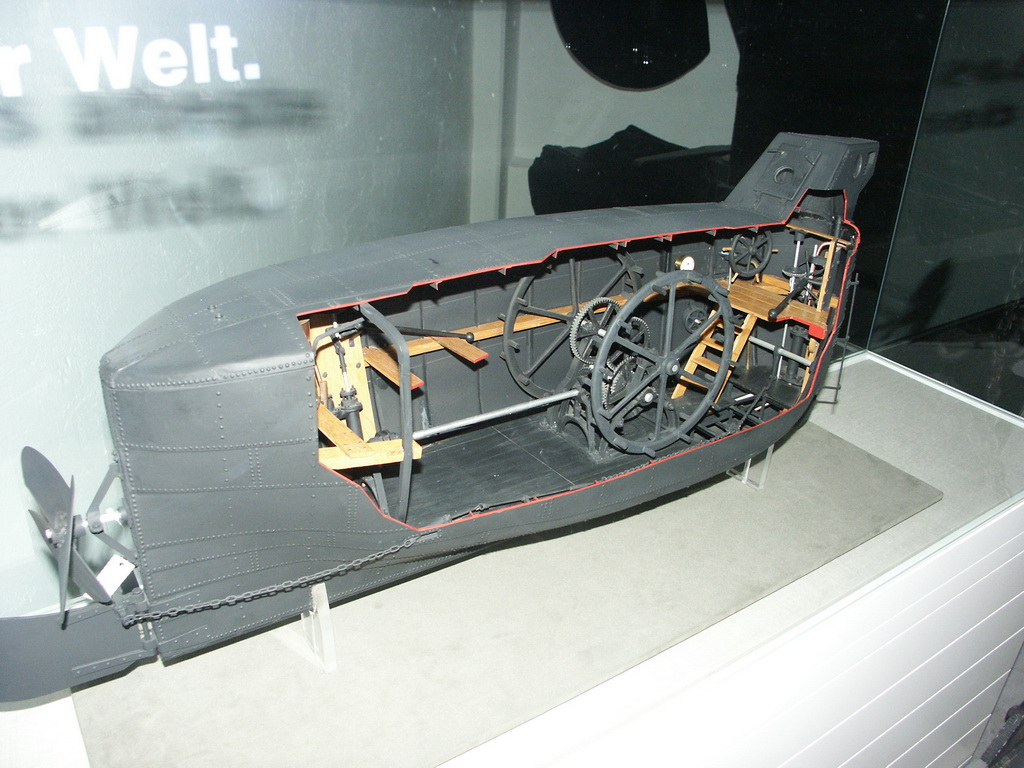
在德勒斯登聯邦國防軍軍事史博物館的Brandtaucher剖面模型

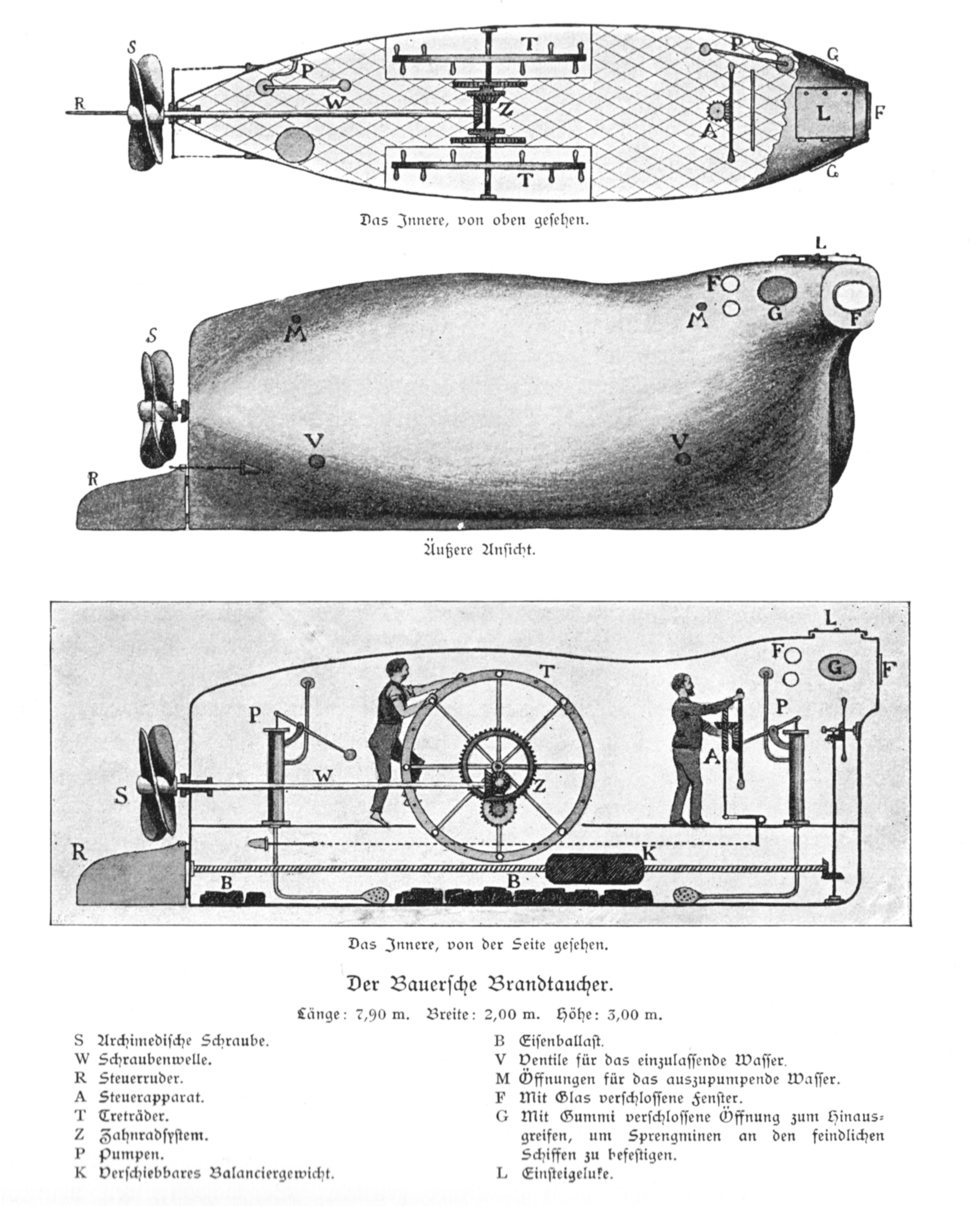
Brandtaucher草圖

Brandtaucher是由巴伐利亚的发明家兼工程师威爾亨·鮑爾於1850年設計的潛水艇，并由位於基爾的Schweffel & Howaldt替什勒斯維希-霍爾斯坦的區艦隊（隶屬於當時德國國民議會艦隊）建造。Brandtaucher 是目前世界上仍保留至今最古老的潜水艇。

## 歷史
1850年1月，威爾亨·鮑爾設計了Brandtaucher來突破丹麥海軍對德國的封鎖。鮑爾建造了一個70 × 18 × 29 cm的模型，並在基爾碼頭向海軍來的貴賓展示。該模型令人滿意的性能使其能進一步建造全尺寸的版本。建造資金是由當地平民及軍隊人員捐款。由於資金不足，該船的尺寸被縮減，並且簡化變更了許多設計，導致潛水深度從30公尺降至9.5公尺。變更後的設計取消了使用封閉式壓載艙來儲水。相反的，水被儲存到船殼底部空間，使得船在轉向時，這些水會在空間內流動，造成船只不穩定。這個不穩定也許是最後損失該船的重要原因之一。
Brandtaucher 長8.07公尺，最寬處2.02公尺，吃水深度2.63公尺。它由三個船員踩動大型踏輪來推動螺旋槳。船最高速度可達3節，但可能無法在此速度下長久維持。
1851年1月，Brandtaucher 在一次基爾港口試航中沉沒 。該潛水艇經歷了設備故障並沉入了位於基爾港口底部的一個18.2米深洞穴。鮑爾以及他的同伴成功逃離。他們藉由放水進入內部來增加內部空氣壓力，讓他們能夠打開艙門逃生並遊至水面。這是第一個被見證並記錄下來的潛水艇逃生事件 。
潛水艇殘骸在1887年被發現，並於1887年7月號拉出水面。Brandtaucher一開始被展示於基爾的海軍學院，但於1906年被轉移到柏林的Museum für Meereskunde。1963到1965年間，它在東德的羅斯托克進行修復工程，並被展示於波茨坦的Nationale Volksarmee Museum。目前展示於德勒斯登的聯邦國防軍軍事史博物館。

## 延伸閱讀
- Richard Compton-Hall. New York: Arco Publishing https://archive.org/details/submarineboats00rich. 1984. ISBN 0-668-05924-9. 缺少或|title=为空 (帮助)
- Eberhard Möller, Werner Brack. Stuttgart: Pietsch Verlag Stuttgart. 2002 （德语）. 缺少或|title=为空 (帮助)
- Robert F. Burgess. United States of America: McGraw Hill https://archive.org/details/shipsbeneathseaa00burg/page/238. 1975: 238. ISBN 0-07-008958-2. 缺少或|title=为空 (帮助)